# Samuel T. Herring
Samuel T. Herring, est un musicien américain né le 13 avril 1984, connu pour être le chanteur du groupe de rock indépendant Future Islands. Il officie aussi sous son le nom de rappeur de Hemlock Ernst,.

## Biographie
Né dans le Carteret County, Caroline du Nord, Samuel Herring a grandi à Newport et Morehead City et a commencé à faire du rap à l'âge de 14 ans.  

### Future Islands
En 2003, pendant qu’il fait ses études à l’université de l'Est de la Caroline à Greenville en Caroline du Nord, il forme avec des collègues, le groupe Art Lord & the Self-Portraits qui durera jusqu’à l’automne 2005. En début de 2006, il forme Future Islands avec des anciens membres de son premier groupe et ils déménagent à Baltimore en 2008.

### Hemlock Ernst
Parallèlement à Future Islands, Herring continue à faire du rap, soit en solo – sous le nom de Hemlock Ernst – soit avec son frère, sous le nom de Flesh Epic. En 2010 il apparait en tant qu’invité sur Gotta Go, dans la mixtape Feature Baltimore du duo de hip-hop Rapdragons,.  
Hemlock veut dire Grande ciguë en anglais et le nom vient d’un poème que Herring a écrit sur un forum on-line, pendant la classe de troisième, sur la mort du philosophe Socrate en prenant ce poison. Ernst vient du nom de son alter-ego à Art Lord & the Self-Portraits - Locke Ernst Frost - dont Ernst est une référence à l’artiste Max Ernst.  
Cependant, devant se concentrer sur la carrière de Future Islands c’est seulement en 2013 - quand il prend une pause des tournées de son groupe – qu’il arrive à avoir plus de temps pour se consacrer à son projet de rap,. Avec la sortie de l'album Singles de Future Islands, Herring retourne aux tournées jusqu’à 2015.
En 2015 Hemlock Ernst collaboré dans les projets d'autres artistes tels que Milo et  Scallops Hotel, Curse ov Dialect, Busdriver, Cavanaugh, Earl Sweatshirt ou 83Cutlass.
En 2016 il a participé dans titre "Protectors of the Heat" de l'album Hella Personal Film Festival de Open Mike Eagle & Paul White sortie le 25 mars. Il a collaboré aussi avec Words Hurt (rappeur Alasca avec producteur Lang Vo) sur le titre "This Is Where I Leave You" du single Chekhov's Gun sorti le 31 mars, et qui appartient à l'album Fuck That Pretty Boy Shit,.

### Trouble Knows Me
Avec le producteur Madlib, Samuel T. Herring enregistre le EP Trouble Knows Me,. L'album a été publié le 1er septembre 2015, et distribué par Madlib Invazion. La première présentation a eu lieu au club Mid à Chicago, le 17 juillet 2015.
Le 24 mars 2016, le musician Anglais Four Tet a remplacé le locuteur Benji B sur son programme à BBC radio 1 et joué le titre inédit "Rings in the Coffe" par Trouble Knows Me (le nom de sa collaboration avec Madlib).

## Discographie

### EPs
- Trouble Knows Me 12” (avec Madlib), 1er septembre 1st 2015"[23].

### Collaborations sous le nom de Samuel T. Herring
- Double Dagger, The Lie/The Truth sur MORE Mai 2009
- Microkingdom, I'm on Fire (reprise de Bruce Springsteen) sur Strong Enough b/w I’m on Fire 7" (single partagé) Décembre 2012
- Beth Jeans Houghton, Pelican Canyon (enregistré en 2013)
- Gangrene (The Alchemist & On No), Play it Cool (ft. Earl Sweatshirt) sur Welcome to Los Santos, avril 2015
- Du Blonde, Mind Is On My Mind, sur Welcome Back To Milk , mai 2015
- BadBadNotGood, Time Moves Slow, sur IV, mai 2016
- Clams Casino, Ghost in a Kiss sur 32 Levels (juillet 2016)[26]

### Collaborations sous le nom de  Hemlock Ernst
- Rapdragons, Gotta Go sur Featuring Baltimore, juin 2010
- Scallops Hotel, Lavender Chunk sur Plain Speaking, mai 2015
- 83 Cutlass, Wicked Kingdom (ft. Josephine Olivia), juillet 2015
- Curse ov Dialect, Twisted Strangers sur Twisted Strangers Mars 2016
- milo, Souvenir sur So the Flies don’t Fly, septembre 2015
- Busdriver, Ministry of the Torture Couch sur Thumbs, novembre 2015
- Cavanaugh, (Open Mike Eagle & Serengeti) Typecast (ft. P.O.S. & Busdriver) de Time and Materials, novembre 2015
- Cavanaugh, (Open Mike Eagle & Serengeti) Lemons sur Time and Materials, novembre 2015
- Open Mike Eagle & Paul White, Protectors of the Heat sur Hella Personal Film Festival (Mars 2016)
- Words Hurt (Alaska & Lang Vo), This Is Where I Leave You sur Fuck That Pretty Boy Shit (Avril 2016)
- Boy Legs, Something Out There sur Pinball Museum (Avril 2016)
- Watercolor Warewolf, WWhat u WWaitin 4 sur AM Nights: 92.3 The Beast (Mai 2016)
- Charge It To The Game (Fat Tony & Kyle Mabson), Bite Me sur Urban Hall Of Fame (Mai 2016)
- JPEGMAFIA, Llama Mind sur The 2nd Amendment (Juillet 2016)
- Drew Scott Dead Cupid feat. Anna Notte from Rando's (août 2016)